# Porta delle Fonti
La porta delle fonti è una delle porte che si aprono nel secondo e più ampio tracciato delle mura di San Gimignano.

## Storia e descrizione
Il nome deriva dal fatto che, uscendo dalla città e percorrendo una breve, ma abbastanza ripida discesa, si giunga alle fonti pubbliche medievali della città: dieci arcate, delle quali sei romaniche più piccole e quattro gotiche più ampie.
Con un restauro del 1930 è stata abbattuta una cappella che era stata addossata alla parte interna della porta nel 1501, ancora visibile in qualche vecchia foto d'epoca. In quell'occasione, anche l'affresco con la Madonna con Bambino e i santi Michele e Giovanni Battista della cerchia di Lippo Memmi fu staccato e ricoverato in Piazza del Duomo,  sotto la loggia del Palazzo Comunale. A seguito del rapido deteriorarsi della stesura pittorica, nel 2010 fu restaurato e attualmente si trova nella pinacoteca comunale, in una collocazione provvisoria.
Oggi l'esterno della porta si presenta con un arco a tutto sesto ribassato alla senese, realizzato in laterizi. L'arco interno è invece semplicemente a tutto sesto. Inoltre vediamo un coronamento sia all'interno che all'esterno composto da una serie di beccatelli con archetti pensili.

## Galleria d'immagini

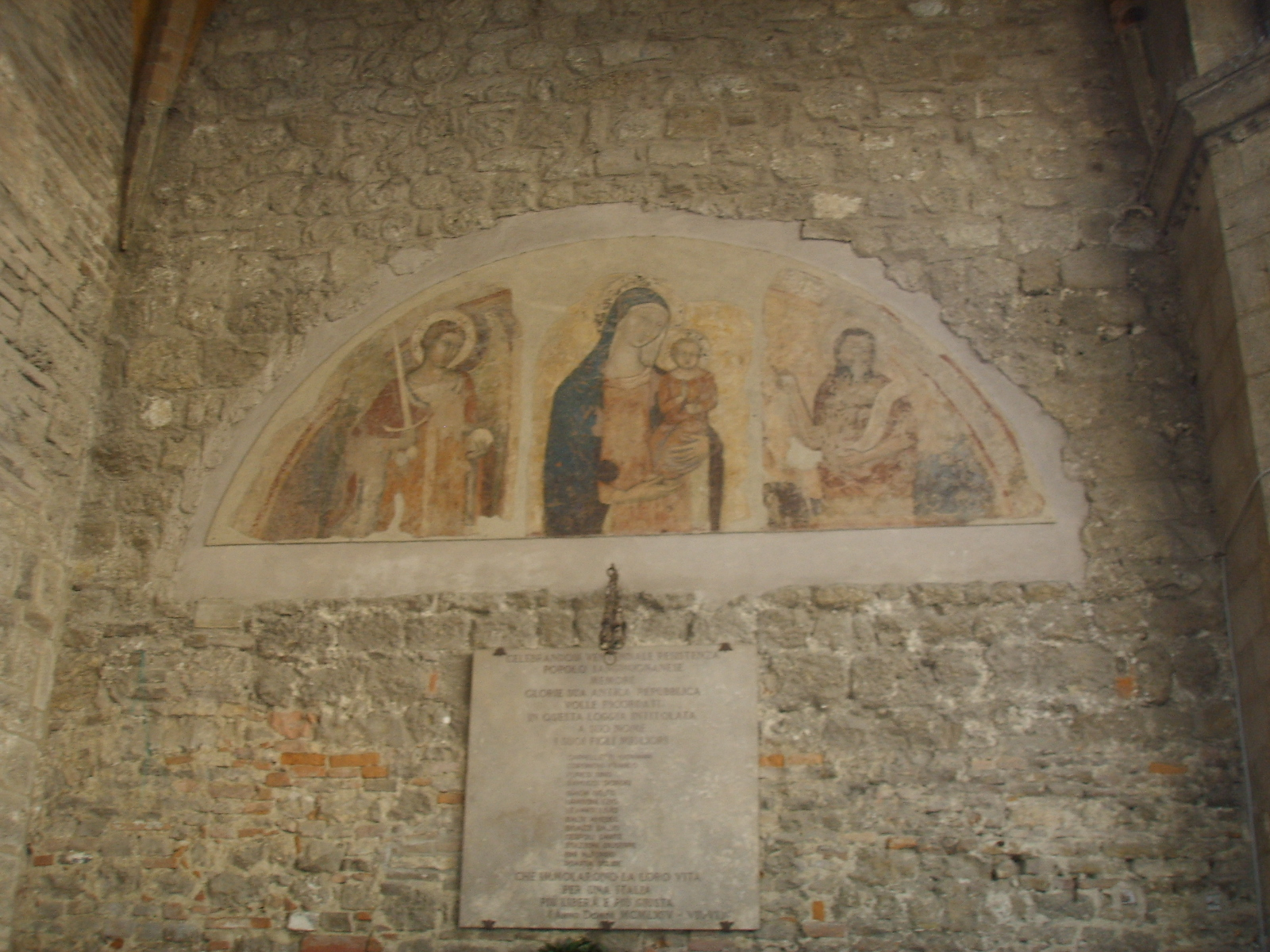
l'affresco staccato, ora nella pinacoteca comunale
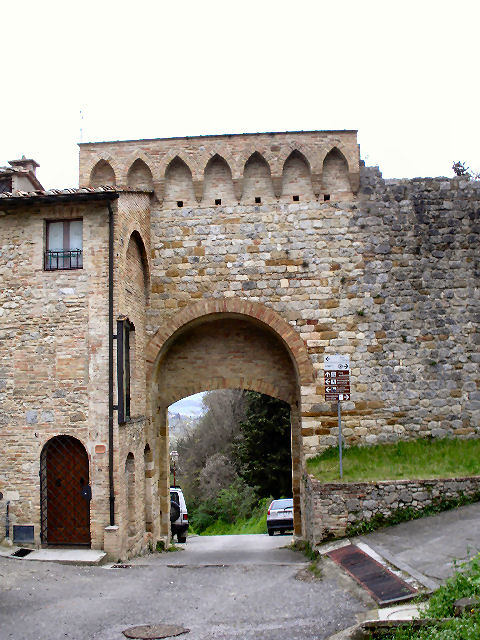
Veduta interna della porta
Le fonti con la porta sullo sfondo